# Melodik
Melodik, av engelskans melodics, av franskans mélodique 'melodisk', av det likabetydande senlatinets melodus (Se: Melodi), är ett begrepp för studier av melodier inom olika epoker och kulturer. 
För utformningen av melodier inom den västerländska musiken har kopplingen till text varit direkt avgörande.
Allmänna språkliga avtryck i melodiken är:
- upplevelsen av melodins samband med den poetiska strofen
- kopplingen till textens rörelse i tid och rum, dvs. kopplingen till och relationen mellan snabba och långsamma förlopp, samt höga och låga toner
- den logiska kopplingen till versformen

Speciella retoriska och syntaktiska paralleller är
- satsens huvudord får en retorisk tyngd genom melodins höjdpunkt
- relationen mellan huvudsats och bisats motsvaras av musikens relation mellan motiv, fraser och perioder